# William P. S. Earle
Pour les articles homonymes, voir Earle.
William P. S. Earle, né William Pitt Striker Earle le 28 décembre 1882 à New York (États-Unis), et mort le 30 novembre 1972 à Los Angeles, est un réalisateur américain de la période du cinéma muet.

## Biographie
William P. S. Earle a étudié à l'Université Columbia puis a travaillé pendant un certain temps en tant que photographe, avant de se lancer dans l'industrie cinématographique en s'insinuant à la Vitagraph Company of America pour observer comment les réalisateurs travaillaient. Après quelque temps, Earle a approché le président des studios, et c'est ainsi qu'il obtenu son premier film à réaliser : For the Honor of the Crew, un court-métrage au sujet d'une course d’aviron à l'Université Columbia. Il a ensuite rédigé un certain nombre d'articles et réalisé des couts-métrages pour Vitagraph. Plus tard, il a travaillé avec le producteur David O. Selznick.

### Vie privée
Earle est né à New York. Il était le fils de Ferdinand P. Earle, hôtelier et officier militaire.
Il a épousé Valerie Damon De Blois en 1905. Ils ont divorcé en 1915. Il a ensuite épousé l'actrice anglaise Blanche Taylor, qui plus tard prit le nom de Bonnie Earle, et demeura avec lui jusqu'à sa mort en 1952. La dernière femme de Earle a été l'ex-actrice Evangeline Russell Blackton, la veuve du directeur de Vitagraph, J. Stuart Blackton. Elle est morte en 1966.

## Filmographie partielle
- 1916 : The Scarlet Runner, serial réalisé avec Wally Van
- 1917 : Womanhood, the Glory of the Nation (en), réalisé avec J. Stuart Blackton
- 1917 : I Will Repay (en)
- 1918 : Le Mariage de la petite Princesse (The Wooing of Princess Pat)
- 1919 : The Better Wife
- 1919 : 'The Broken Melody (en)
- 1920 : The Dangerous Paradise
- 1920 : The Woman Game (en)
- 1920 : The Road of Ambition (en)
- 1921 : The Last Door (en)
- 1922 : Destiny's Isle (en)
- 1922 : Love's Masquerade (en)